# Разрушители легенд: Кастинг
«Разрушители легенд: Кастинг» (англ. MythBusters: The Search) — реалити-шоу, выходившее на телеканале Science в 2017 году, цель которого определить ведущих для перезагрузки передачи канала Discovery Channel — «Разрушители легенд» (англ. MythBusters).

## История
Показ оригинальных «Разрушители легенд» закончился в 2016 году, после того, как в октябре 2015 года его ведущие Адам Сэвидж и Джейми Хайнеман подтвердили, что предстоящий, 12-й, сезон станет для них последним. В конце марта 2016 года, было объявлено, что на канале Science планируется показ спин-офф реалити-шоу под рабочим названием «Поиск новых Разрушителей легенд», которое определит новых ведущих для возрожденого шоу. В сентябре 2016 года, было объявлено, что научный редактор «Nerdist» Кайл Хилл будет ведущим шоу. Премьера возрождённых Разрушителей легенд с победителями шоу в качестве ведущих состоялась на канале Science в ноябре 2017 года.

## Формат шоу
Изначально в шоу было 10 участников. В каждом эпизоде участники выполняют два задания — одно командное (две — три команды) и одно индивидуальное. В каждом задании, как и в оригинальных  «Разрушителей легенд», участники должны научно обосновать требование задания (некоторые задания основаны на мифах из предыдущих эпизодов «Разрушителей легенд»). В конце каждого эпизода, объявляется самый ценный игрок (MVP), который получает иммунитет. В большинстве эпизодов, наихудший участник выбывает из конкурса.

## Участники
В общей сложности за два места победителей, боролись десять участников:
     – Победитель
     – Финалист
     – Самый ценный игрок (MVP)
| Участник             | Неделя 1 | Неделя 2 | Неделя 3 | Неделя 4 | Неделя 5 | Неделя 6 | Полуфинал | Финал      |
| -------------------- | -------- | -------- | -------- | -------- | -------- | -------- | --------- | ---------- |
| Сара Петкус          |          | Выбыла   | Выбыла   | Выбыла   | Выбыла   | Выбыла   | Выбыла    | Выбыла     |
| Бен Новак            |          |          | Выбыл    | Выбыл    | Выбыл    | Выбыл    | Выбыл     | Выбыл      |
| Джейсон Керестес     |          |          |          | Выбыл    | Выбыл    | Выбыл    | Выбыл     | Выбыл      |
| доктор Трейси Фанара |          |          |          |          | Выбыла   | Выбыла   | Выбыла    | Выбыла     |
| Крис Хэкетт          |          | MVP      |          |          |          |          | Выбыл     | Выбыл      |
| Аллен Пан            |          |          |          |          |          |          |           | Выбыл      |
| Мартин Пеппер        |          |          | MVP      |          |          |          |           | Финалист   |
| Тамара Робертсон     |          |          |          | MVP      |          | MVP      |           | Финалист   |
| Брайан Лоудэн        | MVP      |          |          |          |          |          |           | Победитель |
| Джон Лунг            |          |          |          |          | MVP      |          |           | Победитель |

## Список эпизодов
| № в сериале | № в сезоне | Название                                                             | Дата премьеры   |
| --- | ---------- | -------------------------------------------------------------------- | --------------- |
| TS1 | 1          | «Кресло на форсаже» «Fast & Furious Ejector Seat»                    | 7 января 2017   |
| Проверенные мифы: Можно ли построить боковое катапультируемое сиденье как в фильме Двойной форсаж? Спущенный мяч для игры в американский футбол ловить легче, чем надутый. MVP: Брайан Выбывший участник: Сара                                                                                             |            |                                                                      |                 |
| TS2 | 2          | «И снова рисование взрывчаткой» «Painting with Explosives Revisited» | 14 января 2017  |
| Проверенные мифы: Можно ли красить взрывчаткой (из эп. Разрушителей легенд «Манипуляция сознанием»)? Повышает ли потребление алкоголя креативность? MVP: Хэкетт Выбывший участник: Бен |            |                                                                      |                 |
| TS3 | 3          | «Стрельба вслепую» «Shooting Blind»                                  | 21 января 2017  |
| Проверенные мифы: Можно ли построить лодку из картона? Можно ли вы поразить цель с завязанными глазами, ориентируясь по звуку? MVP: Мартин Выбывший участник: Джейсон |            |                                                                      |                 |
| TS4 | 4          | «Месть иголки в стоге сена» «Revenge of the Needle in a Haystack»    | 28 января 2017  |
| Проверенные мифы: Трудно ли найти иголку в стоге сена(из эп. Разрушителей легенд «Взрывающийся дом»)? Можно ли открыть наручники шпилькой? MVP:: Тамара Выбывший участник: Трейси |            |                                                                      |                 |
| TS5 | 5          | «Испытание "Команды А"» «The A-Team Challenge»                       | 4 февраля 2017  |
| Проверенные мифы: Можно ли собрать оружие из запчастей, найденных на автосвалке? Может ли нетренированный человек может ездить на велосипеде с обратным рулевым управлением? MVP: Джон |            |                                                                      |                 |
| TS6 | 6          | «Голливудская посадка» «Hollywood Plane Landing»                     | 11 февраля 2017 |
| Проверенные мифы: Можно ли подняться на здание с помощью портативного пылесоса? Может ли неопытный человек приземлиться на маленьком самолете, принимая инструкции по радио? MVP:: Тамара Выбывший участник: Хэкетт                                                                                        |            |                                                                      |                 |
| TS7 | 7          | «Возвращение шпиономобиля» «Return of the Spy Car»                   | 18 февраля 2017 |
| Проверенные мифы: Можно ли построить шпионскую машину, которая ослепляет машину преследователей? Можно ли уменьшить страх с помощью пения? Выбывший участник: Аллен |            |                                                                      |                 |
| TS8 | 8          | «Взрывной финал» «Exploding Grand Finale»                            | 25 февраля 2017 |
| Проверенные мифы: Можно ли вы использовать взрывающийся водонагреватель, чтобы сбежать из тюрьмы(из эп. Разрушителей легенд «Взрывающийся водонагреватель»)? Возможно ли вы сделать обувь для ходьбы по воде из клейкой ленты и спасательных жилетов(из эп. Разрушителей легенд «На что способен ниндзя»)? |            |                                                                      |                 |